# Управление доступом к среде
Управление доступом к среде (англ. media access control, или medium access control, MAC) — нижний подуровень канального (второго) уровня модели OSI, согласно стандартам IEEE 802.
MAC является одним из расширений модели OSI. IEEE разделяет канальный уровень на два подуровня: подуровень управления доступом к среде (MAC) и подуровень управления логической связью (LLC), из которых нижним является MAC. Таким образом, MAC выступает в качестве интерфейса между подуровнем LLC и физическим (первым) уровнем.
MAC обеспечивает адресацию и механизмы управления доступом к каналам, что позволяет нескольким терминалам или точкам доступа общаться между собой в многоточечной сети (например, в локальной или городской вычислительной сети), и эмулирует полнодуплексный логический канал связи в многоточечной сети.

## Механизм адресации
Механизм адресации уровня MAC называется физической адресацией или MAC-адресами. MAC-адрес представляет собой уникальный серийный номер (см. OUI), который присваивается каждому сетевому устройству (такому, как сетевая карта в компьютере или сетевой коммутатор) во время изготовления, и позволяет однозначно определить его среди других сетевых устройств в мире. Это гарантирует, что все устройства в сети будут иметь различные MAC-адреса (по аналогии с почтовыми адресами), что делает возможным доставку пакетов данных в место назначения внутри подсети, то есть физической сети, состоящей из нескольких сегментов, взаимосвязанных повторителями, хабами, свитчами (но не IP-маршрутизаторами). IP-маршрутизаторы могут соединять несколько подсетей.
Примером физической сети может служить Ethernet-сеть, которая может быть расширена точками доступа беспроводной локальной вычислительной сети (WLAN) и сетевыми адаптерами WLAN, так как они делят те же 48-битные MAC-адреса, что и Ethernet.
MAC-уровень не требуется при полнодуплексной связи «точка-точка», но поля MAC-адреса включены в некоторые протоколы «точка-точка» для обеспечения совместимости.

## Механизм контроля доступа к каналу
Механизм контроля доступа к каналу, предоставляемый уровнем MAC, также известен, как протокол множественного доступа. Данный протокол позволяет нескольким станциям делить между собой одну среду передачи данных, к которой они подключены. Примерами разделяемой физической среды могут служить сети с топологиями типа «шина», «кольцо», а также сети, созданные с помощью сетевых концентраторов (хабов), беспроводные сети и сети с полудуплексным подключением «точка-точка».
Протокол множественного доступа может определять и предотвращать коллизии пакетов (кадров) данных при условии, что в качестве режима конкурирующего доступа используется метод доступа к каналу, или зарезервированы ресурсы для установления логического канала (при использовании метода доступа к каналу, основанному на методе кольцевого переключателя или разбиения среды на каналы).
Механизм множественного доступа основан на схеме мультиплексирования физического уровня.
Наиболее широко используемый протокол множественного доступа основывается на протоколе CSMA/CD, используемом в Ethernet. Этот механизм используется только внутри сетевого домена коллизий, например, в шине Ethernet или в сетевом концентраторе (хабе). Сеть Ethernet может быть разделена на несколько доменов коллизий, соединённых мостами и маршрутизаторами.
Протокол множественного доступа не используется в коммутируемых полнодуплексных сетях, таких, как используемые сегодня коммутируемые сети Ethernet, но частично доступен в оборудовании для обеспечения совместимости.

## Общие протоколы множественного доступа
Примерами общих пакетных протоколов множественного доступа для проводных многоточечных сетей являются:
- CSMA/CD (используется в Ethernet и IEEE 802.3)
- Token bus (IEEE 802.4)
- Token ring (IEEE 802.5)
- Token passing (используется в FDDI)

Примеры общих пакетных протоколов множественного доступа, которые могут быть использованы в беспроводных пакетных сетях:
- CSMA/CA (используется в IEEE 802.11/WiFi WLANs)
- Slotted ALOHA
- Dynamic TDMA
- Reservation ALOHA (R-ALOHA)
- CDMA
- OFDMA